# Domenico Bornigia
Domenico Bornigia (Jesi, 22 agosto 1891 – Sansepolcro, 10 marzo 1963) è stato un vescovo cattolico italiano, vescovo di Sansepolcro dal 1953 al 1963.

## Biografia
Nato a Jesi il 22 agosto 1891, nel novembre 1904 avvia gli studi ecclesiastici nel seminario vescovile della sua città. Nel novembre 1909 passa al seminario interdiocesano di Ancona per gli studi liceali e nell'ottobre 1912 si trasferisce a Fano per terminare gli studi teologici nel seminario interdiocesano per le Marche settentrionali. Il 29 settembre 1915 è ordinato sacerdote dal vescovo di Jesi mons. Giuseppe Gandolfi.
Nel dicembre 1918, rientrato dal fronte della prima guerra mondiale dove aveva svolto attività di cappellano militare, è nominato rettore del seminario diocesano di Jesi. Nell'ottobre 1919 diventa assistente ecclesiastico del circolo giovanile Contardo Ferrini di Jesi e nel 1920 è nominato mansionario della cattedrale.
Nel 1922 è nominato parroco di Castelplanio e nel dicembre 1931 è scelto come direttore spirituale del seminario regionale di Fano.
L'8 settembre 1933 è nominato rettore del Pontificio Seminario Regionale Pio X di Chieti.

### Vescovo di Sansepolcro
Viene eletto vescovo di Sansepolcro il 27 novembre 1953 e riceve la consacrazione episcopale il 21 dicembre 1953 a Chieti per l'imposizione delle mani del cardinale Adeodato Piazza, segretario della Congregazione Concistoriale e presidente della Conferenza Episcopale Italiana. Entra in diocesi l'11 febbraio 1954.
Particolarmente attivo nel campo delle comunicazioni sociali, nel 1955 fonda il settimanale diocesano La Voce. Nel 1957 celebra il primo Congresso eucaristico diocesano e nel 1962 i 950 anni dalla fondazione della Cattedrale, che dietro sua richiesta viene elevata al rango di basilica minore da papa Giovanni XXIII. Nel 1958 fa sottoporre a un'analisi chimica il corporale del miracolo eucaristico conservato nella Basilica di Bagno di Romagna dal quale risulta che le macchie sono di natura ematica. Nel 1960 crea la casa di esercizi spirituali di Montauto, affidata alle Suore del Cenacolo.
Nel 1962 partecipa alla prima sessione del Concilio Ecumenico Vaticano II.
Muore a Sansepolcro il 10 marzo 1963, nella sua camera da letto nel Palazzo Vescovile.

### Al Concilio Ecumenico Vaticano II
Mons. Bornigia segue da vicino il lavoro di preparazione del Concilio Ecumenico Vaticano II nella sua diocesi. Il 15 settembre 1959 invia le proposte di discussione richieste dalla commissione antepreparatoria, dichiarando di aver consultato anche alcuni esperti sacerdoti della diocesi. Le proposte del vescovo di Sansepolcro sono articolate in cinque punti:
- dottrina: definizione dogmatica della regalità di Cristo; esposizione della dottrina del corpo mistico di Cristo; condanna del neomodernismo secondo l'enciclica Humani Generis, e cioè naturalismo, laicismo, esistenzialismo ateo; condanna del comunismo ateo materialista;
- costumi: proposizione dell'aspetto positivo e ascetico dell'etica cristiana e condanna dell'etica “quae dicitur ‘situationis’”; determinazione e soluzione dei problemi dell'etica cristiana familiare, professionale e sociale; redazione dell'indice dei pericoli arrecati alla morale dai moderni mezzi di comunicazione quali gli spettacoli, il cinema, la radio, la televisione e i giornali;
- dottrina sociale: da proporre con maggiore chiarezza perché possa essere conosciuta da tutti i fedeli;
- disciplina del clero e del popolo: revisione del metodo di assegnazione dei benefici, soprattutto del sistema del concorso; abrogazione dell'inamovibilità del parroco affinché la nomina resti al vescovo sub tutela del capitolo cattedrale o di qualche altra commissione; riduzione dei margini di esenzione degli ordini religiosi per favorirne il coordinamento e l'inserimento nell'attività della diocesi; maggiore possibilità di trasferimento fra diocesi dei sacerdoti e modifica del regime dei titoli di ordinazione; promozione della comunione di vita, opere e beni dei parocci; adattamento all'uso dei tempi e della “vita onesta” dell'amministrazione dei benefici del clero; revisione delle leggi sull'astinenza e il digiuno, del concetto di lavoro servile e professionale e del precetto festivo; ampliamento delle facoltà dei vescovi circa l'amministrazione dei legati e minore dipendenza dalle congregazioni centrali in altre questioni amministrative; eliminazione della funzione parrocchiale detenuta dai capitoli cattedrali poiché “una persona fisica esercita molto meglio la persona e l'ufficio di parroco”; eliminazione di gran parte delle pene; nuova disciplina per i peccati e le censure riservati; riduzione degli impedimenti matrimoniali;
- liturgia: redazione di un codice delle leggi liturgiche della Chiesa e di un direttorio pastorale per l'amministrazione dei sacramenti; uso della lingua volgare nell'amministrazione dei sacramenti; revisione e semplificazione del Pontificale Romano, del Cerimoniale dei Vescovi, del Rituale, del Messale e del Breviario;
- pastorale: redazione di un catechismo universale; trattazione e spiegazione del ruolo dei laici nella Chiesa; apostolato gerarchico (diaconato permanente); revisione dei confini delle diocesi[3].

Pur essendo stato mons. Bornigia rettore di seminari, nulla propone circa la revisione di questi istituti da parte del concilio, al contrario di altri vescovi. Interessante l'ultimo punto, quello relativo alla revisione dei confini delle diocesi, che mons. Bornigia indica come questione di carattere pastorale. Questo tema è indicato da molti vescovi di diocesi piccole e grandi, ma viene inteso in maniera differente: se, ad esempio, c'è che si pone il problema dei rapporti dell'autorità civile con un eccessivo numero di autorità ecclesiastiche, il vescovo di Amelia, Vincenzo Lojali, propone una revisione dei confini delle diocesi più piccole, «che non sono da sopprimere, ma da rendere tali da poter vivere degnamente e autonomamente». Il benedettino Giuseppe Placido Nicolini, vescovo di Assisi, suggerisce nel numero di 100.000 abitanti la soglia minima per una diocesi, ma parla di modifiche di confini e non di soppressioni.
Nell'ottobre 1960 molte diocesi prescrivono o consigliano la recita, nelle funzioni serali quotidiane, della preghiera di Giovanni XXIII per il Concilio: Napoli, Camerino, Messina, Ferrara, Rieti, Ugento, Padova, Sansepolcro, Montalcino. A Sansepolcro, poco meno di un anno dopo, il 21 settembre 1961, il clero della diocesi, insieme con in vescovo Domenico Bornigia, si riunisce per una giornata di preghiera e di studio in preparazione al Concilio.
Il 22 febbraio 1962 il vescovo Bornigia invia alla diocesi la lettera pastorale La Chiesa e il Concilio Ecumenico, nella quale sottolinea che è necessario capire l'essenza della Chiesa così come Cristo l'ha voluta, nella sua realtà di corpo mistico e nella sua organizzazione gerarchica. Una lettera breve, al termine della quale il vescovo suggerisce l'organizzazione di novene, processioni penitenziali, pellegrinaggi e recita del rosario per accompagnare i lavori conciliari. Il 9 ottobre 1962 parte per Roma, insieme a don Battista Gregori, canonista, come segretario. L'11 ottobre, all'apertura del Concilio Vaticano II, prende il posto numero 956; nel suo diario scrive: «è una visione celestiale, giornata piena di sole! […] Il discorso del Papa è meraviglioso. Sento il peso della grave responsabilità di Vescovo. Dio mi aiuti!».
Il 29 ottobre scrive: «sembra si proceda con lentezza, ma la realtà è questa, che caratterizza questo Concilio: libertà di parola e serietà di studi». Due giorni dopo, il 31 ottobre, rientra a Sansepolcro per motivi di salute; è nuovamente a Roma la sera del 3 novembre. Successivamente, rientra in diocesi altri due giorni, dal 17 al 19 novembre; il 1º dicembre, da Roma, invia una lettera alla diocesi per annunciare la chiusura della prima sessione conciliare, l'8 dicembre seguente.

### La memoria
La memoria di mons. Bornigia è rimasta molto viva anche dopo la sua morte. Nel marzo 1964 si tenne una solenne commemorazione del primo anniversario della morte e nel 1975 mons. Ercole Agnoletti ne pubblicò una biografia.
Nel 1986 un suo ritratto venne collocato nel salone del Palazzo Vescovile di Sansepolcro, dove, nel 2019, è stato installato anche il busto bronzeo in precedenza conservato, dal 1964, nel Cenacolo di Montauto, la cui biblioteca era stata intitolata proprio al nome di Domenico Bornigia.

## Onorificenze
- 1934: Cameriere segreto di Sua Santità, con il titolo di Monsignore
- 1940: Prelato domestico di Sua Santità
- 1953: Protonotaro apostolico soprannumerario
- 1961: Grand'Ufficiale dell'Ordine al Merito della Repubblica Italiana
- 1963: Commendatore dell'Ordine equestre del Santo Sepolcro di Gerusalemme

## Genealogia episcopale
La genealogia episcopale è:
- Cardinale Scipione Rebiba
- Cardinale Giulio Antonio Santori
- Cardinale Girolamo Bernerio, O.P.
- Arcivescovo Galeazzo Sanvitale
- Cardinale Ludovico Ludovisi
- Cardinale Luigi Caetani
- Cardinale Ulderico Carpegna
- Cardinale Paluzzo Paluzzi Altieri degli Albertoni
- Papa Benedetto XIII
- Papa Benedetto XIV
- Cardinale Enrique Enríquez
- Arcivescovo Manuel Quintano Bonifaz
- Cardinale Buenaventura Córdoba Espinosa de la Cerda
- Cardinale Giuseppe Maria Doria Pamphilj
- Papa Pio VIII
- Papa Pio IX
- Cardinale Alessandro Franchi
- Cardinale Giovanni Simeoni
- Cardinale Antonio Agliardi
- Cardinale Basilio Pompilj
- Cardinale Adeodato Piazza, O.C.D.
- Vescovo Domenico Bornigia